# Galantamină
Galantamina (cu denumirea comercială Galsya, printre altele) este un medicament care acționează ca inhibitor al acetilcolinesterazei, fiind utilizat în tratamentul simptomatic al bolii Alzheimer, în forma ușoară sau moderat-severă. Calea de administrare disponibilă este cea orală.
Din punct de vedere chimic, compusul este un alcaloid și a fost izolat din bulbii și florile speciilor Galanthus nivalis (ghiocei), Galanthus caucasicus, Galanthus woronowii, cât și din alte specii din familia Amaryllidaceae, precum din genul Narcissus (narcisă), Leucojum aestivum și Lycoris, inclusiv Lycoris radiata. Totuși, compusul poate fi obținut și prin unele căi de sinteză. Prima izolare a compusului a fost realizată din bulbii de Galanthus nivalis (ghiocei) de către chimistul bulgar Dimitar Paskov în anul 1956.